# تلة (المنيا)
قرية تلة هي إحدى القرى التابعة لمركز المنيا بمحافظة المنيا في جمهورية مصر العربية. حسب إحصاءات سنة 2006، بلغ إجمالي السكان في تلة 46244 نسمة، منهم 23850 رجلا و22394 امرأة.